# Simon Rodia
Simon Rodia (Ribottoli Província d'Avellino, 12 de febrer de 1879 - Martínez, Califòrnia, 16 de juliol de 1965) fou un dissenyador i escultor italià. Fou el creador de les Torres Watts.
La seva gran fita va ser les Torres Watts a Los Angeles, a les que es va dedicar intensament entre el 1921-1954. Va succeir un cop finalitzada la Primera Guerra Mundial, on la opulència es va apoderar de l'art. Però els artistes de Califòrnia estaven exclosos de la participació econòmica de l'art, per tant es van interessar per la capacitat assequible del collage i l'acoblament. Per tal de donar sentit a la seva marginalitat dotaven de sentit cognitiu les seves obres, reciclant les deixalles de l'abundància de la postguerra.

## Biografia
Va néixer el 1879, en una comunitat camperola a 20 km a l'est de Nàpols.
Els pares van ser Frank i Angelina Rodia, els quals, van emigrar als Estats Units a principis del 1890 i es van assentar al centre de Pensilvania.
Quan era adolescent, amb 15 anys es va traslladar a la costa Oest on va començar a treballar com a pedrer, paleta i finalment com a enginyer.
Es va casar amb Luci Ucci al 1902 a Seattle. Van tenir tres fills, un dels quals va morir a l'infància, van viure junts fins al 1912, data en què es van divorciar.
Al 1921 Rodia va comprar un terreny de forma triangular de 46 x 21 x 42 metres al 1765 Est, 107th Street, en el districte de Watts a Los Angeles. De seguida, amb 46 anys, va començar a treballar per construir una gran estructura d'assemblatge que va anomenar "Nuestro Pueblo". Utilitzant tan sols objectes trobats, es va convertir en un reciclador.
Per crear les torres Rodia treballava sol i sense plànols. Tampoc disposava de seguretat ni d'eines adequades. Utilitzava tan sols un martell, un cisell i les dues mans. Va construir l'estructura treballant els vespres i caps de setmana, ja que durant el dia treballava com a reparador de línies telefòniques o de guarda de seguretat, per guanyar-se la vida. Durant més d'un quart de segle va continuar afegint i perfeccionant la peça.
Ell mai no va utilitzar cap bastida per a la construcció de les torres, i va ser al 1954, als 75 anys quan degut a una caiguda mentre decorava una de les estructures va abandonar la construcció de l'obra i va lliurar la seva propietat a un veí, Luis Sauceda. Va deixar la seva antiga vida enrere, retirant-se a Martínez, on va viure amb la seva germana i es va dedicar la major part del temps a visitar amics i familiars. A la seva nova casa no va iniciar cap projecte artístic. Simplement rebia visites d'erudits i admiradors. Al 1961 va assistir a una conferència sobre les torres a la Universitat de Califòrnia, on va expressar la seva satisfacció pel reconeixement del seu treball. També se sentia molt orgullós pel seu treball, ja que ell en el documental I build the tower va comentar amb decisió "Volia fer alguna cosa gran, i ho vaig fer ". Però mai va tornar a veure les torres després de marxar a Martínez. Va morir allà al 1965, als 86 anys.

## Obra: Nuestro Pueblo

Construcció Torres Watts

També anomenat Torres Watts. Es tracta d'una obra d'estructura arquitectònica monumental, exemple destacat de paisatgisme visionari. Les Torres Watts van estar construïdes amb un nucli estructural d'acer, envoltat d'una malla de filferro i recobert amb ciment de morter. Les seves decoracions principals són ampolles trencades, sobretot de 7-Up; antigues vaixelles recollides pels nens del poble, els pagava amb galetes i aquests li duien objectes que trobaven pel carrer; rajoles, moltes provenien de l'empresa de rajoles Malibu on Rodia havia treballat durant 10 anys; també incorporava objectes de tota mena que trobava mentre caminava per la via del tren que tenia al costat de casa, tots aquells objectes inútils que la gent havia llençat per la finestra del tren. Com que tenia el mar a la vora hi anava i recollia petxines i roques. Finalment va acabar utilitzant tiges de blat i fruita per unificar l'estructura i incorporar tots els elements per aportar textura i color a les torres. Creant així 17 estructures connectades entre si, amb més de 70.000 peces d'objectes trobats. Tot i que Rodia no era un artista entrenat i probablement no s'hi havia considerat mai, va signar el seu treball, com ho fan molts artistes, amb les seves inicials gravades en morter en nombroses àrees.
És una obra molt important en la història de l'arquitectura, ja que la torre oest, 1921, contenia la columna de formigó armat més alta del món. També va passar a la història gràcies a, com diu Calvin Trillin, " Si un home que no s'ha etiquetat com a artista passa a produir una obra d'art, és possible que provoqui molta confusió i molèsties". "Va construir un complex de torres de gran importància com un somni, i les va incrustar amb un mosaic brillant".

### ControvèrsiesNuestro Pueblo
Conforme la zona va començar a poblar-se, varies persones es van queixar de la seva alçada de més de 30 metres i l'obra va patir actes vandàlics.
Posteriorment amb l'arribada de la Segona Guerra Mundial, alguns veïns que guardaven rancunia a Simon pel seu origen italià, el van denunciar al·legant que les torres eren en realitat unes antenes camuflades al servei de l'enemic japonés.
Poc després de retirar-se, la casa on  Rodia va viure durant els 33 anys que el va portar construir les torres, va patir un incendi i les autoritats de la ciutat es van plantejar la demolició de les torres. Al saber-se això al 1959 dos joves cineastes de Hollywood, Nicolas King i William Cartwright van comprar la propietat per 3000 dòlars. Creant una organització sense ànim de lucre per preservar les torres per la posteritat. Fins aleshores les torres no es veien com a art perquè ningú les entenia; no obstant això, quan l'assemblatge es va fer més fort en el món de l'art, la gent es va interessar més pel treball de Rodia i va voler preservar-lo. Posteriorment, el 1975, es va crear un comitè per negociar amb l'ajuntament i es va avaluar la seguretat de les estructures. Durant les proves, es va lligar un cable metàl·lic a dalt de les torres i es va tirar d'ell amb una grua. La màquina no va ser capaç ni de moure-les, es van concloure les proves quan aquesta es va espatllar.
Els propietaris van donar l'obra a l'Estat de Califòrnia, passant a ser un lloc protegit anomenant-se " El parc històric de l'Estat de les torres Watts de Simon Rodia", assumint així la responsabilitat de conservar i mantenir les obres com a patrimoni públic.

### Nuestro Puebloactualment
Des del seu reconeixement, el 1959, el lloc s'ha convertit en el centre de moviments culturals i estètics que s'ocupen de qüestions de justícia social i econòmica. Actualment serveixen com a símbol de llibertat, creativitat i iniciativa per a la comunitat local afroamericana i llatina. Atrau a més de 40.000 visitants anuals d'arreu del món, incloent artistes, poetes, músics, arquitectes i historiadors socials i culturals.
El 2011, Adam Nagourney, va informar al Times que perillava la preservació de les Torres Watts, degut als problemes econòmics que estava patint Califòrnia. Això va fer que el Museu d'art del Comtat de Los Angeles s'ocupés del seu manteniment. El problema principal de l'obra és la seva difícil promoció, ja que es troba a molta distància de les atraccions turístiques principals.

## Altres obres
-Una xemeneia en la casa del districte de Los Feliz de Los Angeles.
- Una torre coberta de petxines marines al jardí d'una casa de Malibú, Califòrnia.
-Ornaments de jardí a casa de la seva germana a Martínez.
-Els carrusels de formigó mosaics construïts al pati del darrere de la casa de Rodia el 1915. Aquestes creacions semblen l'assaig per al projecte Watts, demolides el 1961.